# Албрехт I (Мекленбург)
Вижте пояснителната страница за други личности с името Албрехт I.
Албрехт I фон Мекленбург (на немски: Albrecht I zu Mecklenburg; * сл. 1230; † 15 май или 17 май 1265) от Дом Мекленбург, е от 1264 до 1265 г. съ-господар (княз) на Мекленбург.

## Биография
Той е син на княз Йохан I (1211 – 1264) и съпругата му Луитгард фон Хенеберг (1210 – 1267), дъщеря на граф Попо VII фон Хенеберг.
Албрехт I управлява заедно с брат си Хайнрих I. Той е погребан в катедралата на манастир Доберан.

## Брак
Албрехт I се жени за дъщеря на Николаус I фон Верле от Дом Мекленбург и съпругата му Юта фон Анхалт, което не е доказано с документи.